# 原双桂
原 双桂（はら そうけい、享保3年10月13日（1718年11月5日） - 明和4年閏9月4日（1767年10月26日））は、江戸時代中期の儒学者、医者。名は瑜、字は公瑶、通称は三右衛門、別号は尚庵。
京都出身で、後に唐津藩に仕えた。幼くして古義学派伊藤東涯に学んだが、その後独自に『論語』『孟子』を追究し、朱子学、古文辞学を批判、古義学にも懐疑的な立場をとった。

## 生涯
享保3年（1718年）10月13日、京都の町医者原光茂と、同じく町医者原芸庵の娘との間に生まれた。出生地は三条通。原光茂は武田信玄家臣原虎胤六世孫という。
幼くして昼夜学問に励み、両親は病気を心配して窘めたが、きかなかった。享保12年（1727年）伊藤東涯に章句の学を受けたという説と、享保16年（1731年）父が死去後、母の勧めで師事したとする説がある。元文2年（1737年）、医術を志して大坂や江戸に行き、原芸庵を介して青木昆陽、高野蘭亭、野呂元丈等と交わった。時に、母は大坂の兄の家に身を寄せており、家に迎えようと大坂に赴いたが、母は病に罹っていたので、これを看取った後、江戸に戻り、京都で医者となった。
京都では医者として大いに名を広めたため、延享2年（1745年）唐津藩主土井利里に招聘され、肥前国唐津城に赴いた。山脇東洋に学才を惜まれ反対されたが、取り合わなかった。
唐津藩主と島原藩主は年を開けて長崎奉行所を巡視することとなっており、宝暦10年（1760年）、双桂は藩主に従い長崎を訪れたが、唐人屋敷では清の商人の方言を訂正し、福済寺では書画の鑑定を行うなど高い学識を示し、翌年、これを理由に医者ではなく儒学教授として取り立てられることとなった。
宝暦12年（1762年）、利里の古河藩転封に従い、下総国古河城に移った。古河時代、日光の上松是双に笙を学び、愛用の笙を海棠と名づけた。
宝暦13年（1763年）京都に戻った。明和4年（1767年）春、江戸に仮寓したが、火災で焼け出され、古河に帰った。8月にも江戸に出て蛎殻町に住んだが、9月疫を病んだ。埋葬地は江戸で構わないこと、墓碑銘を旧友芥川丹邱に頼むことを子の恭胤に言い遺し、閏9月4日死去した。死の3日後、駒込吉祥寺中に葬られた。現在墓所は文京区本駒込洞泉寺。

## 主な著書
- 『双桂集』 - 『日本古典文学大系』第89巻所収。
- 『過庭紀談』 - 『日本随筆大成』第1期9巻所収。
- 『温泉考（温泉小言）』 - 『温泉医方叢書』第4揖所収。
- 『桂館野乗』『桂館漫筆』 - 『続日本儒林叢書』第1冊所収。

## 家族
- 父：原三右衛門光茂[1]
- 母：原芸庵女[1]
- 妻：大石氏[2]
  - 長男：原良胤（寛保2年（1742年） - 宝暦10年（1760年）6月7日） - 字は朴伯、号は一庵。脚疾により19歳で没[2]。
  - 次男：原恭胤 - 字は敬仲。家督を嗣ぐ[2]。
  - 三男：原光寛 - 4歳で没[1]。
  - 長女：尾河原氏に嫁ぐ[2]。
  - 次女

また、仙台産の馬2頭を飼い、蓬莱、瑤池と名付けていた。